# Mistrzostwa Świata w Biathlonie 2021 – sztafeta mężczyzn
Sztafeta mężczyzn na Mistrzostwach Świata w Biathlonie 2021 odbyła się 20 lutego w Pokljuce. Była to dziesiąta konkurencja podczas tych mistrzostw. Wystartowało w niej 27 reprezentacji, z których 8 nie ukończyło zawodów. Mistrzami świata zostali Norwegowie, srebro zdobyli Szwedzi, a trzecie miejsce zajęli rosyjscy biathloniści startujący pod flagą Rosyjskiego Związku Biathlonu.
Polacy nie ukończyli rywalizacji.

## Wyniki
| Miejsce | Nr | Reprezentacja                                                                                         | Czas                                      | Kary (L+S)                               | Strata  |
| ------- | -- | --- | ----------------------------------------- | ---------------------------------------- | ------- |
| 01 !    | 1  | Norwegia · Sturla Lægreid · Tarjei Bø · Johannes Thingnes Bø · Vetle Sjåstad Christiansen             | 1:12:27,4 18:03,3 18:13,6 17:37,4 18:33,1 | 0+2 0+6 0+1 0+1 0+0 0+3 0+1 0+0 0+0 0+2  | -       |
| 02 !    | 5  | Szwecja · Peppe Femling · Jesper Nelin · Martin Ponsiluoma · Sebastian Samuelsson                     | 1:13:00,5 18:51,4 18:12,2 18:07,6 17:49,3 | 0+6 0+1 0+3 0+0 0+1 0+0 0+2 0+1 0+0 0+0  | +33,1   |
| 03 !    | 4  | Rosyjski Związek Biathlonu Said Karimułła Chalili Matwiej Jelisiejew Aleksandr Łoginow Eduard Łatypow | 1:13:18,3 18:39,7 18:08,3 18:05,8 18:24,5 | 0+2 0+3 0+2 0+0 0+0 0+1                  | +50,9   |
| 4       | 2  | Francja · Antonin Guigonnat · Quentin Fillon Maillet · Simon Desthieux · Émilien Jacquelin            | 1:13:29,4 18:26,1 18:37,6 18:07,0 18:18,7 | 0+1 1+10 0+0 0+3 0+1 1+3 0+0 0+1 0+0 0+3 | +1:02,0 |
| 5       | 8  | Ukraina · Bohdan Cymbał · Dmytro Pidruczny · Artem Pryma · Anton Dudczenko                            | 1:13:40,1 18:48,5 17:42,6 18:11,9 18:57,1 | 0+3 0+1 0+0 0+0 0+1 0+0 0+2 0+1          | +1:12,7 |
| 6       | 6  | Włochy · Didier Bionaz · Lukas Hofer · Tommaso Giacomel · Dominik Windisch                            | 1:14:02,9 18:27,5 18:01,8 18:40,9 18:52,7 | 0+2 2+12 0+0 0+3 0+2 0+3 0+0 1+3         | +1:35,5 |
| 7       | 3  | Niemcy · Erik Lesser · Roman Rees · Arnd Peiffer · Benedikt Doll                                      | 1:14:10,6 19:26,3 18:35,2 18:04,9 18:04,2 | 0+2 0+2 0+1 0+2 0+0 0+0 0+1 0+0          | +1:43,2 |
| 8       | 13 | Słowenia · Miha Dovžan · Jakov Fak · Rok Tršan · Alex Cisar                                           | 14:11,7 18:47,2 17:56,0 18:31,4 18:57,1   | 0+4 0+4 0+1 0+3 0+0 0+1 0+1 0+0 0+2 0+0  | +1:44,3 |
| 9       | 14 | Białoruś · Mikita Łabastau · Anton Smolski · Maksim Warabiej · Dzmitryj Łazouski                      | 1:14:52,8 18:26,0 18:37,0 18:38,4 19:11,4 | 0+5 0+4 0+0 0+1 0+3 0+0 0+2 0+0 0+0 0+3  | +2:25,4 |
| 10      | 7  | Austria · David Komatz · Felix Leitner · Simon Eder · Julian Eberhard                                 | 1:14:58,5 19:05,5 18:21,4 18:47,0 18:44,6 | 0+3 1+3 0+0 1+3 0+0 0+0 0+1 0+0 0+2 0+0  | +2:31,1 |
| 11      | 10 | Szwajcaria · Niklas Hartweg · Benjamin Weger · Jeremy Finello · Serafin Wiestner                      | 1:15:15,7 18:29,8 18:21,8 18:49,4 19:34,7 | 0+2 3+7 0+1 0+0 0+1 0+1 0+0 1+3 0+0 2+3  | +2:48,3 |
| 12      | 12 | Kanada · Adam Runnalls · Scott Gow · Trevor Kiers · Christian Gow                                     | 1:15:31,0 18:53,5 18:52,1 19:06,1 18:39,3 | 0+1 0+3 0+1 0+1 0+0 0+0 0+0 0+1          | +3:03,6 |
| 13      | 11 | Czechy · Mikuláš Karlík · Ondřej Moravec · Jakub Štvrtecký · Michal Krčmář                            | 1:16:53,5 18:56,0 18:51,8 20:09,3 18:56,4 | 0+3 1+6 0+0 0+2 0+1 0+0 0+2 1+3 0+0 0+1  | +4:26,1 |
| 14      | 24 | Rumunia · George Buta · Cornel Puchianu · Anatoly Oskin · Raul Flore                                  | 1:17:12,1 18:36,2 19:03,4 20:09,7 19:22,8 | 0+5 0+4 0+0 0+1 0+2 0+2 0+2 0+1 0+1 0+0  | +4:44,7 |
| 15      | 16 | Stany Zjednoczone · Leif Nordgren · Jake Brown · Paul Schommer · Sean Doherty                         | 1:17:23,0 19:02,6 20:00,1 19:30,9 18:49,4 | 0+4 2+8 0+3 0+2 0+0 2+3 0+0 0+2 0+1 0+1  | +4:55,6 |
| 16      | 25 | Bułgaria · Dimityr Gerdżikow · Anton Sinapow · Władimir Iliew · Błagoj Todew                          | 1:17:30,3 19:13,4 19:07,7 19:18,3 19:50,9 | 0+3 0+8 0+0 0+2 0+0 0+3 0+2 0+1 0+1 0+2  | +5:02,9 |
| 17      | 15 | Słowacja · Michal Šíma · Tomáš Hasilla · Šimon Bartko · Matej Baloga                                  | 1:18:05,3 18:56,7 19:04,0 20:24,4 19:40,2 | 0+5 2+7 0+0 0+1 0+1 0+1 0+3 2+3 0+1 0+2  | +5:37,9 |
| 18      | 19 | Japonia · Mikito Tachizaki · Tsukasa Kobonoki · Kosuke Ozaki · Jin Nakajima                           | 1:19:11,2 19:04,3 19:54,0 18:59,2 21:13,7 | 0+4 2+8 0+0 0+1 0+1 1+3 0+1 0+1 0+2 1+3  | +6:43,8 |
| 19      | 9  | Finlandia · Tuomas Harjula · Tero Seppälä · Jaakko Ranta · Olli Hiidensalo                            | 1:19:37,2 21:56,4 19:05,9 19:14,4 19:20,5 | 1+2 0+6 1+2 0+0 0+0 0+2 0+0 0+1 0+0 0+3  | +7:09,8 |
| 20      | 27 | Mołdawia · Pavel Magazeev · Mihail Usov · Maksim Makarov · Andrei Usov                                | LAP 19:12,5 20:19,8 19:43,6               | 1+8 0+1 0+1 1+3 0+3 0+1 0+1 0+3          | -       |
| 21      | 17 | Estonia · Rene Zahkna · Robert Heldna · Kalev Ermits · Raido Ränkel                                   | LAP 20:07,5 19:36,2                       | - 1+3 0+0 0+1 0+1 0+2 0+3                | -       |
| 22      | 23 | Łotwa · Aleksandrs Patrijuks · Edgars Mise · Roberts Slotiņš · Andrejs Rastorgujevs                   | LAP 19:55,9 20:13,8                       | - 0+1 2+3 0+0 0+1 0+2 0+1                | -       |
| 23      | 21 | Belgia · Thierry Langer · Tom Lahaye-Goffart · César Beauvais · Florent Claude                        | LAP 18:33,2 20:15,2                       | - 0+0 0+0 0+2 0+1 2+3 0+2                | -       |
| 24      | 20 | Kazachstan · Aleksandr Muchin · Władisław Kiriejew · Siergiej Sirik · Danił Bielecki                  | LAP 19:56,1 20:00,8                       | - 0+1 0+1 0+0 0+1 0+1 0+1                | -       |
| 25      | 22 | Polska · Andrzej Nędza-Kubiniec · Grzegorz Guzik · Marcin Szwajnos · Tomasz Jakieła                   | LAP 20:26,6 20:00,3                       | - 1+3 0+2 1+3 0+1 0+2 0+3                | -       |
| 26      | 18 | Litwa · Karol Dombrovski · Vytautas Strolia · Linas Banys · Tomas Kaukėnas                            | LAP 20:33,7 19:34,4                       | - 0+0 0+1 0+2 0+1 2+3                    | -       |
| 27      | 26 | Korea Południowa · Choi Du-jin · Kim Yong-gyu · Kim Sang-rea · Lee Su-young                           | LAP 20:13,7 20:37,0                       | - 0+1 0+0 0+0 0+3 0+2                    | -       |